# Seznam ePrix Formule E
Tato stránka obsahuje seznam ePrix Formule E, které se konaly pod patronací Mezinárodní automobilové federace FIA od svého vzniku v roce 2014.
Při započtení EPrix Berlína 2021 se dosud konalo 84 závodů ePrix.
Název ePrix je odvozen z tradice závodů monopostů, které své závody označuje jako Grand Prix, a doplněn o odkaz na elektromobilitu, protože se při závodech používají vozy na elektrický pohon. EPrix se konají téměř výhradně na dočasných městských okruzích, výjimku tvoří ePrix Mexico City pořadaná na okruhu Autódromo Hermanos Rodríguez. Délka jednoho kola se pohybuje mezi 2 a 3 kilometry, některé tradiční tratě (Long Beach Street Circuit a Circuit de Monaco) využívaly kratší verze. Během jednoho závodu (jedné ePrix) pak závodníci ujedou 80 až 90 kilometrů.

## Aktivní a bývalé závody
Informace jsou platné po EPrix Berlína 2021.

### Závody dle názvu
Tučně jsou označeny závody, které tvoří kalendář pro sezónu 2020/21.
| Závod                | Roky konání            | Závodů celkem |
| -------------------- | ---------------------- | ------------- |
| EPrix Ad Diriyah     | 2018–2021              | 5             |
| EPrix Berlína        | 2015–2021              | 14            |
| EPrix Bernu          | 2019                   | 1             |
| EPrix Buenos Aires   | 2015–2017              | 3             |
| EPrix Curychu        | 2018                   | 1             |
| EPrix Hongkongu      | 2016–2017, 2019        | 4             |
| EPrix Londýna        | 2015–2016, 2021        | 6             |
| EPrix Long Beach     | 2015–2016              | 2             |
| EPrix Marrákeše      | 2016, 2018–2020        | 4             |
| EPrix Mexico City    | 2016–2020              | 5             |
| EPrix Miami          | 2015                   | 1             |
| EPrix Monaka         | 2015, 2017, 2019, 2021 | 4             |
| EPrix Montréalu      | 2017                   | 2             |
| EPrix Moskvy         | 2015                   | 1             |
| EPrix New York City  | 2017–2019, 2021        | 8             |
| EPrix Paříže         | 2016–2019              | 4             |
| EPrix Pekingu        | 2014–2015              | 2             |
| EPrix Puebly         | 2021                   | 2             |
| EPrix Punta del Este | 2014–2015, 2018        | 3             |
| EPrix Putrajayi      | 2014–2015              | 2             |
| EPrix Říma           | 2018–2021              | 4             |
| EPrix Santiaga       | 2018–2020              | 3             |
| EPrix Sanya          | 2019                   | 1             |
| EPrix Valencie       | 2021                   | 2             |

### Závody dle hostitelské země
Tučně jsou označeny závody, které tvoří kalendář pro sezónu 2020/21.
| Země               | Uspořádané závody                                                                              | Závodů celkem |
| ------------------ | ---------------------------------------------------------------------------------------------- | ------------- |
| Argentina          | EPrix Buenos Aires (2015–2017)                                                                 | 3             |
| Čína               | EPrix Hongkongu, 4 (2016–2017, 2019) EPrix Pekingu, 2 (2014–2015) EPrix Sanya, 1 (2019)        | 7             |
| Francie            | EPrix Paříže (2016–2019)                                                                       | 4             |
| Chile              | EPrix Santiaga (2018–2020)                                                                     | 3             |
| Itálie             | EPrix Říma (2018–2021)                                                                         | 4             |
| Kanada             | EPrix Montréalu (2017)                                                                         | 2             |
| Malajsie           | EPrix Putrajayi (2014–2015)                                                                    | 2             |
| Maroko             | EPrix Marrákeše (2016, 2018–2020)                                                              | 4             |
| Mexiko             | EPrix Mexico City, 5 (2016–2019) EPrix Puebly, 2 (2021)                                        | 7             |
| Monako             | EPrix Monaka (2015, 2017, 2019, 2021)                                                          | 4             |
| Německo            | EPrix Berlína (2015–2021)                                                                      | 14            |
| Rusko              | EPrix Moskvy (2015)                                                                            | 1             |
| Saúdská Arábie     | EPrix Ad Diriyah (2018–2021)                                                                   | 5             |
| Spojené království | EPrix Londýna (2015–2016, 2021)                                                                | 6             |
| USA                | EPrix New York City, 8 (2017–2019, 2021) EPrix Long Beach, 2 (2015–2016) EPrix Miami, 1 (2015) | 11            |
| Španělsko          | EPrix Valencie, 2 (2021)                                                                       | 2             |
| Švýcarsko          | EPrix Curychu, 1 (2018) EPrix Bernu, 1 (2019)                                                  | 2             |
| Uruguay            | EPrix Punta del Este (2014–2015, 2018)                                                         | 3             |

### Závody dle trati
Tučně jsou označeny závody, které tvoří kalendář pro sezónu 2020/21.
| Trať                                              | Uspořádané závody                      | Závodů celkem |
| ------------------------------------------------- | -------------------------------------- | ------------- |
| Autódromo Hermanos Rodríguez                      | EPrix Mexico City (2016–2020)          | 5             |
| Autódromo Miguel E. Abed                          | EPrix Puebly (2021)                    | 2             |
| Battersea Park Street Circuit                     | EPrix Londýna (2015–2016)              | 4             |
| Beijing Olympic Green Circuit                     | EPrix Pekingu (2014–2015)              | 2             |
| Berlin Street Circuit (Karl–Marx–Allee Circuit)   | EPrix Berlína (2016)                   | 1             |
| Bern Street Circuit                               | EPrix Bernu (2019)                     | 1             |
| Biscayne Bay Street Circuit                       | EPrix Miami (2015)                     | 1             |
| Brooklyn Street Circuit                           | EPrix New York City (2017–2019, 2021)  | 8             |
| Circuit de Monaco                                 | EPrix Monaka (2015, 2017, 2019, 2021)  | 4             |
| Circuit des Invalides                             | EPrix Paříže (2016–2019)               | 4             |
| Circuit International Automobile Moulay El Hassan | EPrix Marrákeše (2016, 2018–2019)      | 4             |
| Circuit Ricardo Tormo                             | EPrix Valencie (2021)                  | 2             |
| Circuito Cittadino dell'EUR                       | EPrix Říma (2018–2019, 2021)           | 4             |
| ExCeL London                                      | EPrix Londýna (2020)                   | 2             |
| Haitang Bay Circuit                               | EPrix Sanya (2019)                     | 1             |
| Hong Kong Central Harbourfront Circuit            | EPrix Hongkongu (2016–2017, 2019)      | 4             |
| Long Beach Street Circuit                         | EPrix Long Beach (2014–2015)           | 2             |
| Montreal Street Circuit                           | EPrix Montréalu (2017)                 | 2             |
| Moscow Street Circuit                             | EPrix Moskvy (2015)                    | 1             |
| Parque O'Higgins Circuit                          | EPrix Santiaga (2019)                  | 2             |
| Puerto Madero Street Circuit                      | EPrix Buenos Aires (2015–2017)         | 3             |
| Punta del Este Street Circuit                     | EPrix Punta del Este (2014–2015, 2018) | 3             |
| Putrajaya Street Circuit                          | EPrix Putrajayi (2014–2015)            | 2             |
| Riyadh Street Circuit                             | EPrix Ad Diriyah (2018–2019, 2021)     | 5             |
| Santiago Street Circuit                           | EPrix Santiaga (2018)                  | 1             |
| Tempelhof Airport Street Circuit                  | EPrix Berlína (2016–2021)              | 13            |
| Zürich Street Circuit                             | EPrix Curychu (2018)                   | 1             |